# Бахад 4
Бахад 4 (ивр. בה"ד 4‎) — учебная база № 4 Армии Обороны Израиля. В простонаречии используется обозначение «БаТаР Зиким», так как расположена вблизи кибуца Зиким. Учебная база находится в подчинении Южного военного округа Израиля. База находится в 8 км к югу от Ашкелона.
База проводит курс молодого бойца (טירונות) для всех основных видов войск. Большинство новобранцев проходит курс 02, включающий стрельбы из М-16, технику безопасности, средства связи и общую физическую подготовку. Количество рекрутов колеблется от 250 до 2 тысяч. Существуют также офицерские курсы.

## Структура базы
База «Бахад 4» поделена на сектора по видам войск:
- 1. Алеф א Эйтан
- 2. Бет ב Барделас
- 3. Гимел ג Голан
- 4. Далет ד Дорес
- 5. Хей ה Харель
- 6. Вав ו Вулкан
- 7. Хет ח Хорев
- 8. Зайн ז Заит
- 9. Тет ט Торнадо
- 10. Йюд י Юваль

## Обстрелы базы из сектора Газа
«Бахад 4» является одной из немногих израильских военных баз, расположенных в радиусе действия ракет «Кассам», выпускаемых по территории Израиля из сектора Газа и были зафиксированы многочисленные падения этих ракет на территории базы. С захватом 14 июня 2007 сектора Газа Хамасом обстрелы территории, прилегающей к военной базе, значительно возросли. Ночью на 11 сентября 2007 одна из трёх ракет «Кассам» попала в расположение части. Четверо военнослужащих были серьезно ранены, а еще 63 военнослужащих получили ранения от легкого до шока.
Затем база была закрыта, отреставрирована и усилена.

## Бои в Зикиме
Утром 7 октября 2023 года в рамках внезапного нападения на Израиль около 50 террористов ХАМАС атаковали базу. Большинство солдат на базе на тот момент служили в Армии обороны Израиля всего два месяца. Ветераны базы сражались с террористами, пока новички укрывались. Семь солдат базы были убиты в бою, что предотвратило ее захват. Контроль над базой перешел к  дивизии Газа.